# Man’s Ruin Records
Man’s Ruin Records war ein amerikanisches Musiklabel, das von dem Künstler Frank Kozik gegründet und von diesem zwischen 1994 und 2001 betrieben wurde. Es war in San Francisco im US-Bundesstaat Kalifornien ansässig. Stilistisch bewegte sich die Bandbreite der Veröffentlichungen faktisch im gesamten Spektrum der Rockmusik und umfasste Tonträger u. a. aus dem Southern, Hard, Sleaze und Stoner Rock, dem Stoner Doom, dem Doom und Heavy Metal sowie dem Punk.
Zu seinen Hochzeiten hatte das Label 15 Angestellte. Allerdings überforderte schnelles Wachstum die Möglichkeiten des Distributors und der Dotcom-Boom führte dazu, dass im Jahr 2000 der Mietvertrag für den Firmensitz in der Bay Area gekündigt wurde. Aufgrund mehrere Monate ohne eigene Räumlichkeiten kam die Labeltätigkeit zum Erliegen und Ende 2001 zum Stillstand. Die endgültige Schließung des Labels erfolgte 2002.

## Veröffentlichungen (Auswahl)
- Acid King – Busse Woods (1999)
- Acid King / The Mystick Krewe of Clearlight – Free…/The Father, the Son and the Holy Smoke (Split-EP, 2000)
- Alabama Thunderpussy – Rise Again (1998)
- Altamont – Civil War Fantasy (1998)
- Brant Bjork – Jalamanta (1999)
- Cavity – Supercollider (1998)
- Church of Misery – Murder Company (EP, 1999)
- Dale Crover – Drumb (EP, 196)
- Dwarves – Gentlemen Prefer Blondes (EP, 1995)
- Entombed – Black Juju (EP, 1999)
- Fu Manchu – Eatin' Dust (1999)
- Gaza Strippers – Laced Candy (2000)
- The Hellacopters – Supershitty to the Max! (1998)
- High on Fire – The Art of Self Defense (1999)
- Iron Monkey – We've Learned Nothing (1999)
- Killdozer – The Last Waltz (1999)
- Kyuss / Queens of the Stone Age – Kyuss/Queens of the Stone Age (Split-EP, 1997)
- Melvins – Electroretard (2001)
- Queens of the Stone Age / Beaver – The Split CD (Split-EP, 1998)
- Place of Skulls – Live! (2001)
- Turbonegro – Apocalypse Dudes (1999)
- Unida – Coping With the Urban Coyote (1999)
- Unsane – Amrep Christmas (1997)
- Zeke – Woo Pig Souie (7", 1997)